# Bharti Airtel
Bharti Airtel Limited (także Airtel) – indyjski dostawca usług telekomunikacyjnych z siedzibą w Nowym Delhi. Oferuje m.in. usługi telefonii komórkowej i stacjonarnej, platformę telewizji IPTV oraz dostęp do internetu.
Jest największym dostawcą telefonii komórkowej w Indiach.
Przedsiębiorstwo zostało założone w 1995 roku.